# Chilothorax auliensis
Chilothorax auliensis är en skalbaggsart som beskrevs av Vladimir Balthasar 1938. Chilothorax auliensis ingår i släktet Chilothorax och familjen Aphodiidae. Inga underarter finns listade i Catalogue of Life.